# 教えてもらう前と後
『教えてもらう前と後』（おしえてもらうまえとあと）は、2017年10月17日から2021年9月27日まで、毎日放送制作により、TBS系列で、毎週月曜日の22:00 - 22:57（JST）に放送されていた教養バラエティ番組である。全138回。2016年12月20日 と2017年2月4日にパイロット版が放送された。

## 概要
特定のジャンルに関して専門家や、その分野を愛してやまない「LOVER」が独自の視点で選んだ「決定的瞬間」について紹介した上で解説し、「知のビフォーアフター」を体感させるといった内容。
本番組は近年のゴールデンタイムにおける在阪局制作の全国ネット番組では珍しく、大阪・毎日放送本社内のスタジオで収録されたことがある。通常は東京メディアシティ内のレモンスタジオで収録されている。
2019年1月1日放送分は『TFP2019』（TBSテレビ制作）のため、同年6月25日放送分は『その他の人に会ってみたゴールデン2時間スペシャル』（TBSテレビ制作）のため、休止となった。その模様は7月2日に延期。
2020年5月には、提供クレジットをソーシャルディスタンスで表現する形で行った（VolkswagenとKIRINの2社）。
2021年4月改編で、火曜20時台に、同年3月まで水曜『テッペン!』枠で放送されていた『バナナサンド』（TBSテレビ制作）がこれまでの木曜0時台（水曜深夜）から枠移動。これによって当番組は、同年4月5日より『CDTVライブ!ライブ!』（TBSテレビ制作）の月曜21時台への繰り上げで空いた月曜22時台に移動した。月曜夜枠が毎日放送制作となるのは、2016年3月まで放送されていた19時台のローカル番組『魔法のレストランR』以来5年ぶりで、全国ネット枠になるのはNETテレビ（現・テレビ朝日）系列『結婚Uターン』以来51年半ぶりとなる。月曜22時枠が毎日放送制作となるのは、NETテレビ（現・テレビ朝日）系列『ポーラ名作劇場』以来58年ぶりで、「腸捻転解消後」かつ「バラエティ番組」では初であり、同時に月曜日のプライムタイムで在阪5局が全国ネット番組の放送経験を持つことになる。当番組の枠移動により、ゴールデンタイムでの毎日放送制作の番組は『プレバト!!』のみとなるが、当番組の月曜22時台に移動により、日曜の同時間帯も毎日放送制作の番組（『日曜日の初耳学』）のため、2日連続で毎日放送制作の番組が放送されることになった。枠移動後はレギュラー放送回が増えてきている。
2021年8月10日付けの東京スポーツへ掲載された記事で9月末で終了することが関係者の話として明らかになり、9月27日の放送をもってパイロット時代を含め5年の歴史に幕を閉じた。なお、毎日放送では当番組の終了後も、引き続き全国ネット番組の制作を継続する。2021年5月23日に全国ネットで放送された『愛しのアピールちゃん』を『100%!アピールちゃん』に改題かつレギュラー昇格したうえで、同年10月11日から開始。

## 出演者

### MC
- 滝川クリステル
- 博多華丸・大吉
  - 博多華丸
  - 博多大吉

### ファミリー（レギュラー）
- 池田美優（2021年4月から[11]）

### スペシャルMC
滝川の産休入りに伴い、2020年に入ってからは週替わりの芸能人（男女ペアが多い）が司会を担当していた。
- 上白石萌音・佐藤健（1月14日）[12]
- 山崎弘也・飯豊まりえ（1月21日）
- 大泉洋・小池栄子（2月4日）[13]
- 千葉雄大・白石麻衣（2月18日）[14]
- くっきー!（2月25日）
- 百田夏菜子（ももいろクローバーZ）（3月3日）
- 出川哲朗（3月10日）

## ネット局と放送時間
| 放送対象地域   | 放送局                    | 系列    | 放送時間                                | ネット状況 |
| -------------- | ------------------------- | ------- | --------------------------------------- | ---------- |
| 近畿広域圏     | 毎日放送（MBS）           | TBS系列 | 火曜 20:00 - 20:54 ↓ 月曜 22:00 - 22:57 | 【制作局】 |
| 北海道         | 北海道放送（HBC）         | TBS系列 | 火曜 20:00 - 20:54 ↓ 月曜 22:00 - 22:57 | 同時ネット |
| 青森県         | 青森テレビ（ATV）         | TBS系列 | 火曜 20:00 - 20:54 ↓ 月曜 22:00 - 22:57 | 同時ネット |
| 岩手県         | IBC岩手放送（IBC）        | TBS系列 | 火曜 20:00 - 20:54 ↓ 月曜 22:00 - 22:57 | 同時ネット |
| 宮城県         | 東北放送（tbc）           | TBS系列 | 火曜 20:00 - 20:54 ↓ 月曜 22:00 - 22:57 | 同時ネット |
| 山形県         | テレビユー山形（TUY）     | TBS系列 | 火曜 20:00 - 20:54 ↓ 月曜 22:00 - 22:57 | 同時ネット |
| 福島県         | テレビユー福島（TUF）     | TBS系列 | 火曜 20:00 - 20:54 ↓ 月曜 22:00 - 22:57 | 同時ネット |
| 関東広域圏     | TBSテレビ（TBS）          | TBS系列 | 火曜 20:00 - 20:54 ↓ 月曜 22:00 - 22:57 | 同時ネット |
| 山梨県         | テレビ山梨（UTY）         | TBS系列 | 火曜 20:00 - 20:54 ↓ 月曜 22:00 - 22:57 | 同時ネット |
| 新潟県         | 新潟放送（BSN）           | TBS系列 | 火曜 20:00 - 20:54 ↓ 月曜 22:00 - 22:57 | 同時ネット |
| 長野県         | 信越放送（SBC）           | TBS系列 | 火曜 20:00 - 20:54 ↓ 月曜 22:00 - 22:57 | 同時ネット |
| 富山県         | チューリップテレビ（TUT） | TBS系列 | 火曜 20:00 - 20:54 ↓ 月曜 22:00 - 22:57 | 同時ネット |
| 石川県         | 北陸放送（MRO）           | TBS系列 | 火曜 20:00 - 20:54 ↓ 月曜 22:00 - 22:57 | 同時ネット |
| 静岡県         | 静岡放送（SBS）           | TBS系列 | 火曜 20:00 - 20:54 ↓ 月曜 22:00 - 22:57 | 同時ネット |
| 中京広域圏     | CBCテレビ（CBC）          | TBS系列 | 火曜 20:00 - 20:54 ↓ 月曜 22:00 - 22:57 | 同時ネット |
| 鳥取県・島根県 | 山陰放送（BSS）           | TBS系列 | 火曜 20:00 - 20:54 ↓ 月曜 22:00 - 22:57 | 同時ネット |
| 岡山県・香川県 | RSK山陽放送（RSK）        | TBS系列 | 火曜 20:00 - 20:54 ↓ 月曜 22:00 - 22:57 | 同時ネット |
| 広島県         | 中国放送（RCC）           | TBS系列 | 火曜 20:00 - 20:54 ↓ 月曜 22:00 - 22:57 | 同時ネット |
| 山口県         | テレビ山口（tys）         | TBS系列 | 火曜 20:00 - 20:54 ↓ 月曜 22:00 - 22:57 | 同時ネット |
| 愛媛県         | あいテレビ（itv）         | TBS系列 | 火曜 20:00 - 20:54 ↓ 月曜 22:00 - 22:57 | 同時ネット |
| 高知県         | テレビ高知（KUTV）        | TBS系列 | 火曜 20:00 - 20:54 ↓ 月曜 22:00 - 22:57 | 同時ネット |
| 福岡県         | RKB毎日放送（rkb）        | TBS系列 | 火曜 20:00 - 20:54 ↓ 月曜 22:00 - 22:57 | 同時ネット |
| 長崎県         | 長崎放送（NBC）           | TBS系列 | 火曜 20:00 - 20:54 ↓ 月曜 22:00 - 22:57 | 同時ネット |
| 熊本県         | 熊本放送（RKK）           | TBS系列 | 火曜 20:00 - 20:54 ↓ 月曜 22:00 - 22:57 | 同時ネット |
| 大分県         | 大分放送（OBS）           | TBS系列 | 火曜 20:00 - 20:54 ↓ 月曜 22:00 - 22:57 | 同時ネット |
| 宮崎県         | 宮崎放送（mrt）           | TBS系列 | 火曜 20:00 - 20:54 ↓ 月曜 22:00 - 22:57 | 同時ネット |
| 鹿児島県       | 南日本放送（MBC）         | TBS系列 | 火曜 20:00 - 20:54 ↓ 月曜 22:00 - 22:57 | 同時ネット |
| 沖縄県         | 琉球放送（RBC）           | TBS系列 | 火曜 20:00 - 20:54 ↓ 月曜 22:00 - 22:57 | 同時ネット |

## スタッフ

### レギュラー版（2021年4月5日以降）
- 監修：千葉隆弥（以前は総合演出）
- ナレーター：大塚芳忠、内田真礼【毎週】、奥田民義【週替り】
- 構成：そーたに、たむらようこ、高野健生、村上洋賢、羽田正樹、新垣瀬梨菜
- リサーチ：齋藤寛道、山本晃史、佐藤直也
- TM：竹本友亮（MBS）
- TP：山下悠介
- TD/SW：喜多良平（MBS、以前はSW）
- CAM：新美高志
- VE：武田和浩
- AUD：松本良道
- LD：長谷川英樹
- 美術プロデューサー：吉田敬
- 美術進行：三上貴子（以前は美術製作）
- 大道具：桜井和則（以前は大道具操作）
- TK：後藤有紀
- FD：川名良和（フロアーズ）
- ヘアメイク：春山輝江
- CG：TheKingMaker
- 音響効果：篠原光、東由美
- 編集：橋本淳一郎、田代陸
- MA：村上敏之
- 技術協力：ニューテレス、プログレッソ、ヌーベルアージュ、佳夢音【毎週】、ティ・ピー・ブレーン、イメージランド、MABU、だだだ、パワービジョン、BullBull、J-crew、ユイワークス、スパイラルビジョン、TBS ACT、共同テレビジョン、中村達、キュー、金沢映像センター、スウィッシュ・ジャパン、ビデオウイング、ライズカンパニー、バンエイト【週替り】
- 美術協力：フジアール、ネクステージ
- 宣伝：竹山亜紀（MBS）
- 番組アドバイザー：登坂琢磨・内藤史（MBS）
- 編成：山田陽輔（MBS、以前はプロデューサー→一時離脱→復帰）
- AD：吉澤奨悟、工藤快生、吉田京平、佐野勇樹、松本誠、塩田匠、堀川美由希（カスタム）、山条智也、横田優里奈、林夏輝、中嶋美咲、西濱輝晃、野々山一路、中西大登、斉藤竜、小宮巧輝
- AP：藤原真美（ダイナマイトレボリューションカンパニー、一時離脱→復帰）、山ノ内禎枝（カスタム）、飯島崇男
- ディレクター：岸憲人・布施美那（ダイナマイトレボリューションカンパニー）、柳橋祥太、松尾多喜二、菅原有太・川崎貴博・浜一希（NON PRO）、久佐賀浩之・新居稚也（カスタム）、吉田萌海（ばんぺいゆ）、轟千恵子・長谷川大樹（トスプランニング）【毎週】、岡部創、熊谷博輝、田中義巳、八木央、平田悠起【週替り】
- 演出：佐藤智洋（MBS、以前はディレクター）、樽見近工（ダイナマイトレボリューションカンパニー）、加地克也（トスプランニング）、藤田恭輔、赤平卓（frame inf.）
- 総合演出：前田朗光（カスタム、以前は演出）
- プロデューサー：深迫康之（MBS、2019年7月23日-）、齋藤智礼（ダイナマイトレボリューションカンパニー）、黒木明紀（NON PRO）、吉筋公美、安藤貴史（トスプランニング）
- チーフプロデューサー：林智也（MBS）
- 制作協力：ダイナマイトレボリューションカンパニー、NON PRO、カスタム、トスプランニング
- 制作著作：MBS

#### 過去のスタッフ（レギュラー版）
- ナレーター：槇大輔、渡辺久美子
- 構成：蓮勺朝子、横幕智裕、利光宏治、大木和美、古賀文恵
- TM：藤野毅（MBS）
- TP：深谷高史
- TD/SW：高石和隆（MBS）
- C/CAM：伊郷憲二
- AUD：森田篤、大村匡充
- LD：根建勝広
- 撮影：堀内昭彦、岸克二、松尾俊一郎、竹内浩司、為谷純、武田和仁
- 音声：羽生真、橋本明大、磯西信広、宮田伸行
- デザイン：竹中健、寺本夏実
- 大道具制作：岩崎隆史
- アクリル装飾：下平唯治、國母淳一
- 特殊装置：杉浦遼、釜田慶一、桑島亮太
- 装飾：藤生由紀
- モニター：大高貢、野上晃如
- ヘアメイク：門間導子、谷口あゆみ、野田智子（一時離脱→復帰）
- 音響効果：明田悠衣
- 編集：宮島洋介、平池優太、須川浩之
- MA：直江泰輔
- スカイプ中継：久城雅文（第1回）
- 技術協力：ブレスマンズ、イングス、桝井論平事務所、TIMELY、ITB、テイクランド、3rdEyeVision、テックサービス、東京オフラインセンター、ユニテック、札幌映像プロダクション、函館ロケット、大沼プランニング、グレートインターナショナル（以前は美術協力）、コシマプロダクション、ジーピーエー福岡、プレゼンス･クルー、ZOU、スカイオーイング
- 美術協力：チトセアート、ヤマモリ、テルミック、マルチバックス
- コーディネート：Medixkorea、フライメディア、シー・ピー・インターナショナル、NTV
- 番組アドバイザー：鶴本康彦（MBS）
- 編成：木米英治・藤岡恒徳・近藤千笑子（共にMBS）
- AD：大矢かづみ、小林航介、佐藤公昭、友利秀之、佐藤恵美、水野彰洋、藤江達也、原奈緒美、坂本ゆうみ、樋口諒、鷹野弥彦、佐藤公昭、鈴木健世、長島巧季、大城多香子、齋藤早希、三浦敦子、濵英之、大倉康平、下舞由理香、加納佳樹、齋藤早希、新垣勇一郎、樋口メモリ、小川兼生、川村美菜、岡本将明、大崎武雄、伊藤さやか、小寺英里子、内藤梨乃、高野圭太、池永峻、大崎武雄、中島初実、手塚沙央理、蓮菜亮、柳田久瑠実、森脇喜大、佐藤歩実、西上達登、井上昴、柳瀬早希、村上稜、遠藤紗良、大倉康平、栗林楓太、高倉大真、上山裕樹、内田美有紀
- AP：大藤望、渡辺圭介、伊達和輝、佐藤恵里、荒井かおり、菊池吉太郎、橋本早世、真鍋香里、松本純子、唐澤泉恵、島田典子、伊藤鮎佳、佐藤恵理、岡崎佑美
- ディレクター：井筒栄志、柴田徹郎、曽我和隆、田中慎一、ソネタマエ、安納隆仁、福田誠也、安藤空、勝沢直樹、寺尾康佑、木下大輔、横林良太、小林稔、君島和彦、藤原明生、マタノノブユキ、山口貴由、山口徳郎、陰山竜彦、宮崎洋平、岡部剛、阿部裕一郎、佐古俊介、岩橋正憲、渡辺大介、東海林明、奥山雄太郎、鈴木章浩、萩原謙治、有馬巨人、守屋茂員（M-SPOT、以前は演出）、清田知宏、森脇美樹、後藤啓一、田中晋平、シラタコージ、中野聡、亀山悟、日向建太（BUZZ FACTORY）、平野良（平野→以前はAD）、山本和子、松原綾子、石原寛基（石原→以前はAD）、浜田吉織、小高浩志、鈴木裕也、池田修大、田中雄大（テレバイダー）、神戸謙太郎、石川由佳、日比野大輔、木坂優介、河合潤、トリタニダイチ、江村英紀、杉浦智、東頌三
- 演出：海徳俊治、廣田政治、藤本（ふじもと）創、中山翔太（MBS）、松木大輔、河合優（ブレインコミュニケーションズ）、安川克浩（NON PRO）
- プロデューサー：辻井靖司・池﨑光恭（共にMBS、池崎→2018年7月24日-2019年6月）、土井奈緒美、渡邊崇士、久田誠司、松原裕、梅本満（ブレインコミュニケーションズ）
- 制作協力：つくりて、ブレインコミュニケーションズ、テレバイダー

### パイロット版
- ナレーター：槇大輔
- 構成：そーたに、興津豪乃、高野健生（高野→第2回）、村上洋賢
- リサーチ：喜多あおい、佐藤直也
- TP/CAM：高木久之（MBS）
- TM：竹本友亮（MBS）
- TD/SW：高石和隆（MBS）
- C/CAM：伊郷憲二
- AUD：室谷太輝（第2回）
- LD：平井治雄（第2回）
- 美術プロデューサー：吉田敬
- デザイン：寺本夏実
- 美術制作：三上貴子
- 大道具制作：岩崎隆史
- 大道具操作：桜井和則
- アクリル装飾：石橋誉礼、松浦由佳
- モニター：大高貢
- 電飾：青木紀和、富谷聡
- TK：後藤有紀
- ヘアメイク：春山輝江
- 音響効果：上口昭雄
- 編集：宮島洋介、平池優太
- MA：志村武浩（第2回）
- コーディネート：NTV international、Maaike van Soest
- 技術協力：ヌーベルアージュ、ニューテレス、SPOT、よしもとブロードエンタテインメント、放送映画製作所、プログレッソ（よしもと→第2回、その他→第1回）
- 美術協力：フジアール、チトセアート、ネクステージ、ヤマモリ、テレフィット、テルミック、マルチバックス
- 宣伝：諸冨洋史（MBS）
- 編成(第2回)：深迫康之（MBS）
- AD：佐藤智洋（MBS）、吉田京平（ダイナマイトレボリューションカンパニー）、長妻凜（吉田・長妻→第2回）
- AP(第2回)：荒井かおり（ダイナマイトレボリューションカンパニー）、椿恵介、藤原真美
- ディレクター：松原裕、新田亮介（新田→MBS）、河合優、井筒栄志（井筒→遊冒）、布施美那（ダイナマイトレボリューションカンパニー）（新田以降→第2回）
- 総合演出：林智也（MBS）
- プロデューサー：水野雅之（MBS）、齋藤智礼（第2回、ダイナマイトレボリューションカンパニー）
- 制作協力（第2回）：ダイナマイトレボリューションカンパニー
- 制作著作：MBS

### 過去のスタッフ（第1回）
- 構成：松本一郎
- AUD：仲井真盛之
- LD：香川和代
- 装飾：牛沢直樹
- MA：高山元
- タイトルデザイン：福澤伸太郎
- タイトルCG：digidelic
- コーディネート：BACK BONE、Medix korea
- 技術協力：ティ・ピー・ブレーン、プレスマンズ
- プロデューサー：佐藤洋介